# Јелена (мајка Константина Великог)
Флавија Јулија Хелена (лат. Flavia Iulia Helena, антгрч. Φλαβία Ιουλία Ελένη; рођ. око 249, умрла око 329), познатија само као царица Јелена или Света Јелена (грч. Αγία Ελένη), била је мајка римског цара Константина I Великог. По традицији, насталој већ у 4. веку, Хелена је у Јерусалиму пронашла једну од највећих хришћанских реликвија Часни крст, па се због тога поштује као светица и у Православној и у Римокатоличкој цркви.

## Хелена Августа

### Константинова мајка
Хелена је умрла крајем 328. или почетком 329. године у време када је имала осамдесетак година због чега историчари данас сматрају да је рођена око 249. године. Обично се узима да је рођена у граду Дрепануму у малоазијској области Битинији. Константин је доцније у част своје мајке преименовао град у Хеленопољ и због тога је Прокопије из Цезареје у 6. веку забележио Дрепанум као Хеленино родно место. Међутим, упада у очи да је град тек у време Јустинијана I (527—565) улепшан раскошним јавним грађевинама и црквама. Судећи по натписима из 3. и 4. века име Хелена било је раширено и у источним и у западним провинцијама Римског царства, тако да је тешко тачно одредити Хеленино место рођења.
Исто тако, мало тога се уопште зна о Хеленином пореклу. Тек извори почев од друге половине 4. века говоре о Хеленином ниском друштвеном пореклу. Епископ Милана Амброзије је 395. Хелену назвао гостионичарком (лат. stabularia), a историчар цркве Филосторгије је половином 5. века забележио како је Хелена била жена ниског рода, нимало другачија од проститутки. Укратко, гостионичарке су у римском друштву припадале најнижем друштвеном сталежу заједно са ослобођеним робињама и проституткама. Понекад су се ове три групе преклапале.
Судећи по натпису из периода око 270. године, Константинов отац, Констанције Хлор је као гардиста цара Аурелијана боравио у Никомедији, граду у непосредној близини Дрепанума. Могуће је да су се Констанције и Хелена сусрели управо у том периоду. Извори не прецизирају правну природу везе између Констанција и Хелене. По некима била је Констанцијева конкубина, по другима супруга. Међутим, по римском праву још од времена цара Августа супружници из неспојивих друштвених сталежа могли су живети у конкубинату. Изгледа да је такав био случај са Константиновим родитељима. Савременик цара Валенса (364—378), историчар Еутропије записао је како је Константин рођен из недостојног брака (лат. ex obscuriore matrimonio).
Хелена је родила Константина 27. фебруара 271. или 273. у Наису (данашњем Нишу), граду у Констанцијевом родном крају где су се родитељи будућег цара можда трајно настанили. Најзад, познато је и да су Констанције и Хелена све до 289. године живели заједно, што указује на стабилност њихове везе. Као преторијански префект Диоклецијановог савладара, августа Максимијана Херкулија Констанције се 289, ради даљег напредовања у каријери, растао од Хелене и оженио царевом ћерком (или пасторком) Теодором. Затим је 293. послат у Галију као Максимијанов савладар у рангу цезара, док је његов двадесетогодишњи син Константин упућен на Диоклецијанов двор у Никомедији. Шта се са Хеленом дешавало после 289. извори нису забележили.

### Римска августа
Након Констанцијеве смрти 25. јула 306. године, римска војска је у британском граду Јорку прогласила његовог сина Константина за цара. Обично се сматра да је након тога Хелена дошла на синовљев двор у Триру, вероватно тек пошто је август Галерије прихватио Константина за равноправног члана царског колегијума. Пошто је Константин заузео Италију 312. населила се у Риму. После победе над Максенцијем Константин се и дефинитивно окренуо хришћанској вери и, по речима савременика и царевог биографа, Евсевију Цезарејском, превео је читаву своју породицу, укључујући и мајку, у хришћанство. Цар је својој мајци поклонио пространи посед на самом југоистоку Вечног града, на подручју познатом као Латеран. На Хеленином имању подигнута је можда и најстарија црква у Риму посвећена мученицима из Диоклецијановог периода, св. Марцелину и Петру. Константин је подигао цркву, али се о њој касније бринула његова мајка пошто је старој царици дозвољено да располаже средствима из царске ризнице. На истом имању налазила се и Хеленина палата наслеђена из времена Септимија Севера Палатијум Сесоријанум (лат. Palatium Sessorianum). Археолошка ископавања показала су да је једна од просторија Хеленине палате адаптирана у хришћанску капелу.
Константин је своју мајку прво почастио титулом нобилисима фемина (лат. nobilissima femina), а након коначне победе над Лицинијем, као сада једини цар, доделио је титуле августе и својој супрузи Фаусти и мајци Хелени. Као једини владар Царства од 324, Константин је почео да промовише своју породицу као важне личности новог поретка. Најчешћа серија новца са Хелениним ликом приказује је помало идеализовано на обверсу новца са дијадемом, ознаком царске власти, уз натпис FL HELENA AUGUSTA. На полеђини новца приказана је женска фигура уз натпис SECURITAS REIPUBLICA (Сигурност државе). Стара царица је очигледно поистовећена са симболичном представом Сигурности. Натписи из овог периода називају Хелену часним називима mater, genetrix и procreatrix и на тај начин још једном подвлаче легитимност Константиновог положаја и његово првенство у односу на бројно потомство Констанција и Теодоре. Поред Дрепанума, Константин је још два града преименовао у част своје мајке, тако да су нам познати још један Хеленопољ у Палестини и Хеленопонт у малоазијској дијецези Понт.
Слога царске породице требало је да одражава величину и хармоничност најзад уједињеног Римског царства. Међутим у лето 326. Константин је из непознатих разлога погубио свог најстаријег сина цезара Криспа, а затим и његову маћеху, своју супругу августу Фаусту. Једино што ове две ликвидације доводи у везу је кратак временски рок у току кога су се одиграле. По Зосиму, који је писао око 500. године, Хелена је за смрт свог најмилијег унука оптужила снаху Фаусту и Константин је једно зло исправио другим. Иако су две жене могле бити ривалке на двору, нарочито пошто је Фауста била полусестра Теодоре, друге жене Констанција Хлора, нема правих доказа да је Хелена допринела паду њене снахе.

### Хеленино ходочашће и смрт
Убрзо након прославе Константинове десетогодишњице владавине, Хелена се по Евсевију Цезарејском упутила на ходочашће у Свету земљу. По митрополиту Палестине, циљ вгустиног пута био је да обиђе света места и искаже своје хришћанско човекољубље. Међутим, Евсевије отворено каже и да је Хелена разделила велике дарове војсци. Овај податак указује да је њена посета ипак имала снажну црту државничке посете. Могуће је да је Константинов нагли заокрет у верској политици, уклањање некадашњег владара Истока Лицинија и обрачун унутар царске породице изазвао немире у источним провинцијама. Подела новца војницима је вероватно примирила прилике на источној граници, а присуство августе је допринело убрзаном спровођењу популарних мера. И последњи међу хришћанима које је Лициније притворио, протерао или послао у руднике на принудан рад су најпосле ослобођени. Хелена је такође, можда у циљу популаризације хришћанских вредности, поделила дарове сиротињи, болеснима и сирочади. Поред тога, августа је обишла и Свету земљу и цркву Христовог рођења у Витлејему и Христовог гроба у Јерусалиму које је њен син почео да гради. Изградњом цркава и других споменика који су подсећали на најранију хришћанску историју римска провинција Палестина је почела да добија обрисе хришћанске Свете земље.
Недуго по повратку са пута по истоку, Хелена је умрла крајем 328. или почетком 329. године. Пошто Евсевије пише како је царица преминула у присуству свога сина, највероватније је да је умрла у Триру пошто знамо да је Константин у јесен 328. одатле водио војне операције против рајнских Германа. Уз војну пратњу Хеленини остаци су допраћени у Рим где су сахрањени у маузолеју који је Константин изградио уз цркву св. Марцелина и Петра и раније одредио као место свог укопа. Хелена је сахрањена у порфирном саркофагу и њене мошти су изгледа једним делом касније пренесене у Цариград и сахрањене у царском маузолеју при цркви св. Апостола уз њеног сина. Мошти преостале у Риму су у 9. веку послате у Ремс у Француској, а остатке мошти је папа Иноћентије II (1130—1143) сместио у римску цркву св. Марије како би их заштитио од лопова. У складу са тадашњом модом, Хеленин саркофаг је искоришћен како би се у њега сахранио папа Анастасије IV (1153—1154) и захваљујући томе је сачуван у Латеранској базилици и данас се налази у Ватиканском музеју.

## Предања о св. Јелени

### Проналажење Истинског крста
Константинова победа је означила и почетак реформисања цркве која је до тада деловала у опскурним условима. Једна од последица овог преокрета био је и јачање култа реликвија односно материјалних остатака који су сматрани за доказ веродостојности Христовог учења. Већ средином 4. века по сведочанству извора од јерусалемског патријарха Кирила до последњег паганског цара Јулијана Отпадника у Цркви Христовог гроба налазили су се остаци Истинског крста, крста на коме је по традицији Христ разапет.
Традицију о Јелениној кључној улози у проналажењу Крста први је забележио епископ Цезареје Геласије (367—395?) у својој данас изгубљеној Историји Цркве. Међутим, Геласијево дело је почетком 5. века једним делом превео и адаптирао на латински Руфин из Аквилеје тако да нам је првобитна легенда о Јелени и открићу Истинског крста ипак сачувана. По Геласију, Јелена је недуго после Никејског сабора 325. имала визију надахнуту од стране Бога захваљујући којој је отпутовала у Јерусалим да потражи Истински крст. Међутим, у древном граду право место Голготе је одавно било заборављено, али је Јелени нова визија открила место сада закривено паганским храмом. Царица је наредила рушење храма након чега су пронађена три крста, пошто је Христ био разапет са још двојицом разбојника тако да Исусов крст није било могуће идентификовати. Најпосле, Макарије Јерусалемски је однео сва три крста код једне тешко болесне госпе и након два покушаја, трећи крст се показао као чудотворан и излечио је болесницу. На тај начин препознат је Истински крст који је Јелена сместила у цркву коју је подигла на месту открића, док је фрагменте крста и клинове коришћене у распећу послала као реликвије свом сину Константину у Цариград. Завршни део предања описује гозбу коју је царица приредила за монахиње лично их служећи том приликом чиме се Јелена показала као слушкиња Христових слушкиња. Ову верзију легенде су прихватили историчари цркве из прве половине 5. века Сократ Схоластик, Созомен и Теодорет Кирски. Преко ходочасника који су долазили из западног дела Римског царства, легенда о Јелени је стигла и до латинских отаца Амброзија Миланског, Паулина Нолског и хагиографа Сулпиција Севера.
Првобитно предање је изгледа било записано на грчком, а доцније и на латинском. Међутим, нешто после 400. године на Истоку је развијена друга верзија предања која се обично у историјској науци назива Легенда о Јуди Киријаку. По овој легенди, која је првобитно записана на сиријском, Јелена је тражећи крст дошла у Јерусалим и уз претњу силе затражила од локалних Јевреја да јој открију локацију Голготе. Јеленин говор је сличан тадашњим хришћанским полемичним списима против јудаизма и у њему се осуђује јеврејско неверовање у Христа као Спаситеља. Јеврејски младић Јуда Киријак је, упознат са старим пророчанством да ће откриће крста донети пропаст јудаизму, одбио да открије место на коме је Истински крст био сакривен. Тек после тортуре, Јуда пристаје да се придружи потрази и захваљујући Божијем провиђењу открива место Крста, прихвата хришћанског Бога за јединог и прелази у хришћанску веру. Веродостојност Истинског крста се затим открива захваљујући његовој чудотворној моћи да васкрсне мртвог младића. Јелена гради цркву на Голготи и оставља Јуду као епископа Јерусалема који доцније умире мученичком смрћу по наређењу паганског цара Јулијана. Антијудејски тон Легенде о Јуди Киријаку утицао је на њену популарност током Средњег века када ће и на грчком Истоку и на латинском Западу постати најраширенија верзија легенде о Јелени и Истинском крсту.

### Хришћанска царица и светица
У хришћанском предању Јелена је приказана као узорна хришћанска царица, побожна, скромна и понизна. Већ је Амброзије Милански 395. године писао као о жени свете успомене, а Руфин ју је описао као госпу неупоредиве вере и религиозне душе. У симболичном смислу, Јелена је, захваљујући својој улози ктитора и сакупљача највреднијих реликвија, сматрана подједнако важном у оснивању овоземаљског Хришћанског царства као и њен син Константин.
Током времена Јеленина улога у Константиновом преобраћењу се почела сматрати кључном. По Житију св. Силвестра из 5. века, Јелена је нагињала јудаизму и тражила је од свог сина да прихвати јеврејску веру. Међутим, Константин је организовао расправу у Риму на којој су се јеврејски и хришћански мудраци суочили и хришћанска страна је захваљујући папи Силвестру однела превагу. Папа Силвестар је потом крстио царицу и све њене синове, ћерке и чланове домаћинства. Отприлике у исто време историчар цркве Теодорет Кирски је такође Константиново преобраћење приписао Јелени. Наводно царица је већ била хришћанка и одгајила је свог сина у духу Христовог учења. И каснији византијски хагиографи, нарочито од 9. и 10. века, су прихватали као чињеницу да је Јелена превела свог сина у нову веру.
Као прва хришћанска царица која је открила заборављени Истински крст, ктиторка и добротворка, мајка цара Константина, а најпосле и грешница која се покајала, Јелена је у Средњем веку била узор за бројне владарке. Опонашајући Јелену, супруга источноримског цара Теодосија II Атенаида-Еудокија се 437. упутила на ходочашће у Свету земљу. Цар Маркијан и његова супруга Пулхерија су 451. након победе православља над монофизитизмом на Четвртом васељенском сабору поздрављени као Нови Константин и нова Јелена, баш као и обновитељи култа икона Ирина и њен син Константин VI после Седмог васељенског сабора 787. године.
Култ св. Јелене је био раширен и у западној (римокатоличкој) и у источној (православној) цркви. На западу се Јелена поштовала као светица, на Истоку, се и данас успомена на св. цара Константина и царицу Јелену обележава 21. маја по старом, односно 3. јуна по новом календару. Јелена је била и остала популарна светица у различитим деловима хришћанског света. У јужној Француској Јелена се сматра заштитницом од муња, громова и ватре. У Алпима и рајнској области, управо због ископавања којима је откривен Истински крст, Јелена се слави као заштитница рудара. На Кипру се пак верује да је Јелена протерала отровне змије са острва. У Либану хришћани обележавају традиционално 14. септембар паљењем великих ватри у складу са традицијом по којој је Јелена јавила Константину у Цариград да је пронашла Часни крст тако што је наредила да се на врховима брда пале ватре.

### Хеленино легендарно порекло
Јеленина популарност се може видети и по томе што је различити крајеви својатају. У немачком граду Триру, који је у римско време био резиденција Констанција Хлора и Константина I, у Средњем веку појавила се традиција о граду као Јеленином родном месту. Први помен ове традиције може се наћи у хагиографији св. Јелене коју је у 9. веку саставио франачки монах Алман из Отвила. Поред тога у самој Рајнској области бројне цркве, манастири и реликвије се приписују Јелениној ктиторској делатности.
Римска Британија је такође представљала важну позорницу владавине Констанција Хлора и његовог сина, тако да је и овде постојала историјска основа да се присвоји Јеленино место рођења. Први који је алудирао на Јеленино острвско порекло био је епископ Шерборна Алделм у 7. веку, али је најуобличенија верзија легенде потекла од Џефрија из Монмаута, аутора 12. века. Џефри је сакупио читав низ псеудоисторијских анегдота о владарима Британије од легендарних времена и објавио их у његовој Историји британских краљева (Historia Regum Britanniae). По овој верзији догађаја, Јелена је била ћерка легендарног келтског краља Колчестера, Кола чији је град опсео римски цар Констанције. После три године опсаде сукоб је решен тако што је Јелена удата за цара. Јеленино британско порекло остало је опште место за енглеске ауторе и у време Ренесансе.
Већ поменуто Житије св. Силвестра је можда дало повода да се јави и традиција о Јеленином јеврејском пореклу. У цркви св. Гереона у Келну, која је у Средњем веку сматрана за царичину задужбину, у 15. веку је подигнут натпис на латинском који је Јелени приписивао улогу покрштене Јеврејке која је касније подигла укупно 72 цркве.

### Св. Јелена у уметности
Историјска Хелена је постала предмет званичне, пропагандне уметности још за живота. Константин је након 324. подигао бројне кипове и натписе у част своје мајке. Када је Фауста погубљена, њени кипови су замењени портретима друге августе, Хелене, као и њено име на натписима. Доцнији описи Константинопоља са почетка 8. века помињу бројне статуе које су представљале Константина и Јелену, најчешће како заједно придржавају Истински крст. Представа Константина и Јелене са Истинским крстом, одевених у раскошне и анахроне одежде византијског двора из периода од 13. до 15. века, усталила се у каснијој православној иконографији и користи се и данас.
Док је у средњовековној Византији хагиографска књижевност више славила равноапостолног цара Константина, на латинском Западу, где је само Јелена поштована као светица било је обратно. Бројна литерална дела, писана од Велса до Чешке, и од Италије до Шведске славила су св. Јелену и њене подвиге. У погледу визуелних уметности, циклуси минијатура са представама из Јелениног живота срећу се на реликвијарима у које су повратници из Четвртог крсташког рата после 1204. сместили реликвије донесене из Цариграда. На Западу су се често наративни циклуси са представама проналажења Истинског крста и доцнијег уздизања у време Ираклија сликани у фрањевачким манастирима пошто је ред за време крсташке доминације у Светој земљи био задужен за чување светих места. У време Ренесансе и Барока св. Јелена је остала често представљана на сликама великих мајстора попут Пјера дела Франческа (око 1420—1492), Паола Веронезеа (1528—1588) и Петера Паула Рубенса (1577—1640).